# Kosierzewo
Kosierzewo (niem. Kusserow) – wieś w Polsce położona w województwie zachodniopomorskim, w powiecie sławieńskim, w gminie Malechowo w pobliżu drogi wojewódzkiej nr 205.
W latach 1975–1998 miejscowość administracyjnie należała do województwa koszalińskiego.
We wsi gotycki kościół z XV-XVI w., przebudowany w XIX w., w wieżę wmurowane dwa młyńskie koła. Pałac z XIX wieku, w otaczającym go parku potężny buk czerwony.
We wsi był przystanek kolei wąskotorowej Kosierzewo.